# 수매화

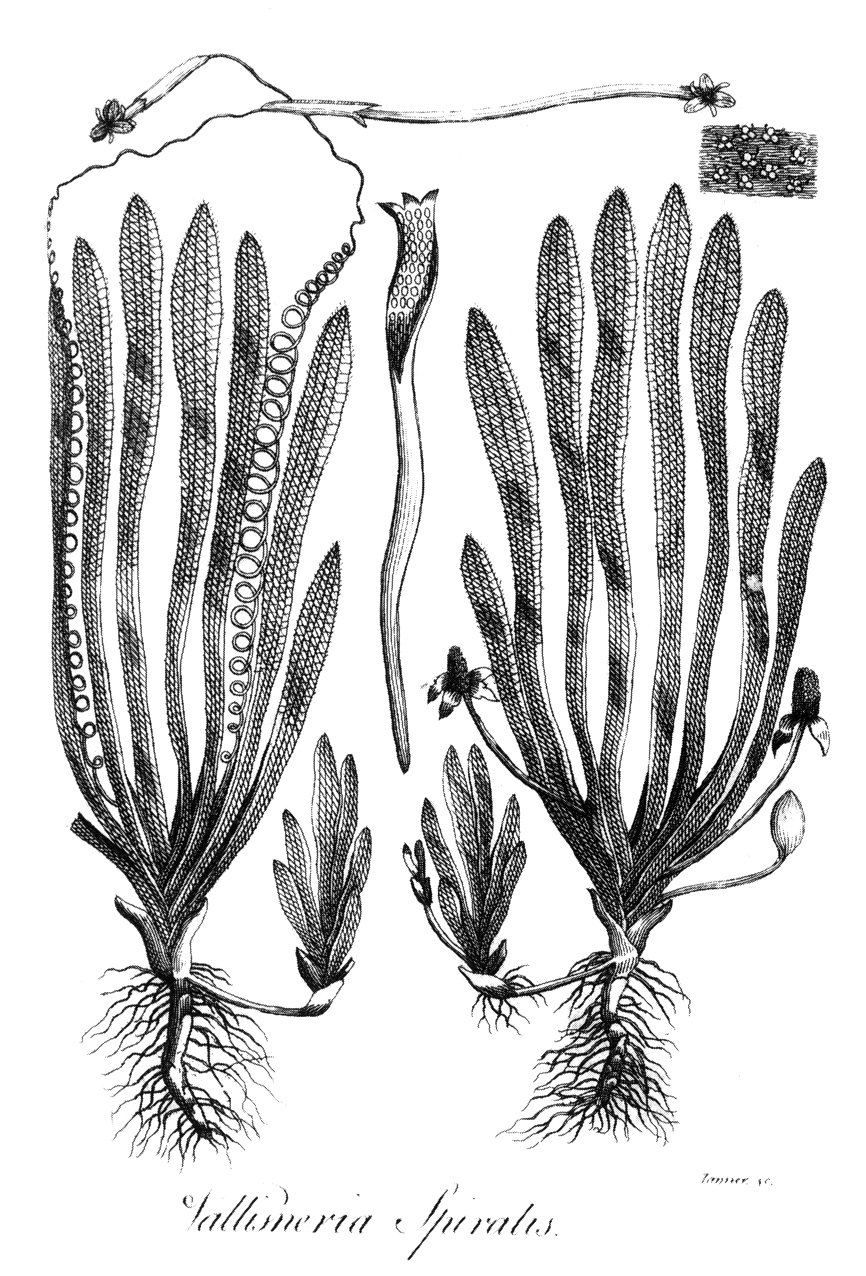

수매화(水媒花)는 물로 꽃가루받이가 이루어지는 꽃을 말한다.

## 예시
대부분의 수생 식물이 이에 들어간다.
- 나사말
- 거머리말
- 나자스말
- 검정말
- 별이끼
- 붕어마름